# Белчински бани
Белчински бани е село в Западна България. Местните го наричат още Белчин бани и Белчин баня. Намира се в община Самоков, Софийска област.

## География
Село Белчински бани се намира в планински район. Разположено е в живописната долина между планините Рила, Верила, Витоша и Плана. Намира се на 15 км от Самоков, 53 км от София (през Бистрица и Железница), 25 км от к.к. Боровец (през Самоков), 12 км от Сапарева баня, 25 км от хижа Пионерска (лифтът х. Пионерска – х. Рилски езера), на 47 км от Автомагистрала Тракия (през Ихтиман). Съседните села са Белчин (2 км), Рельово (3 км) и Алино (3 км). Климатът през зимата е мек, а през лятото – хладен. Въздухът е много чист, а природата е прекрасна и сравнително девствена. В курорта има термални води – 41 °C, с доказани лечебни и профилактични въздействия върху опорно-двигателна система и кожните дерматити.

## Население
- 1975 г. – 59 жители
- 1992 г. – 36 жители
- 2001 г. – 26 жители
- 2008 г. – 18 жители
- 2009 г. – 19 жители
- 2010 г. – 18 жители
- 2011 г. – 18 жители

В съседите села Белчин, Рельово, Алино и други има стотици вили на софиянци, както и на англичани, французи и шотладци, който често посещават минералните басейни в курорта. Само в с. Рельово има 8 вили на англичани и французи и над 100 на софиянци.

## Културни и природни забележителности
Благоприятните естествени дадености на региона го определят като здравно-климатичен и балнеоложки център. Водата е хипертермална с температура 37 – 39 °C.
Минералната вода лекува заболявания на:
- опорно-двигателния апарат – артрити, ревматизъм, болестта на Бехтерев, костни фрактури, тендовагитин и др.
- заболявания на нервната система – радикулити, ишиас, неврити, плексити
- заболявания на женските полови органи
- заболявания на кожата – невродермити, екземи
- тромбофлебити, простатити и др.

## Други
Комплексите с минерални басейни са 3.
- „Минерален плаж Белчин Бани“ е най-старият, като включва един открит плувен басейн, включително голям басейн с дълбочина 1,2 до 1,9 м, както и детски басейн в центъра на комплекса. Тук има пързалка тип Ролба за възрастни, както и картинг писта и пейнтбол игрище. Големият басейн е с полуолипмийски размери.
- „Минерален плаж Белчин Парк“ е в експолатация от 2009 г. Той е с 4 басейна, включително джакузи с 28-градусова температура, голям басейн с 1,6 м дълбочина, и два детски басейна със съответно 0,6 и 0,9 м дълбочина. Той е с най-просторните тревни площи и тъй като е в полето има гледка към планините Рила, Верила, Витоша и Плана. Има 4-местни люлки за деца и големи, детски пързалки и пясъчник.
- Хотел „Белчин Гарден“ в експлоатация от 2011 г. Той е единственият целогодишен, с външни (голям и детски) и вътрешни басейн (голям и тип римска баня). В комплекса има и стара баня. Водата е топла, чиста и лековита. През лятото има много слънчеви дни. Басейнът е ограден и има входна такса. Организират се концерти на различни изпълнители.

На територията на басейните има изградени игрища за мини футбол, плажен волейбол, баскетбол, тенис на маса, пейнтбол, и картинг. Има пързалка тип Ролба за възрастни, както и детски пързалки. Има и паркинг.
През лятото на 2011 г. входът в „Минерален плаж Белчин Парк“ и „Минерален плаж Белчин бани“ е 5 лв. за възрастни и 3 лв. за деца, докато в Белчин Гарден входът е 12 лв. за възрастен и 6 лв. за дете. Шезлонгите и чадърите са безплатни, както и ползването на пързалките (включително тип Ролба) и другите спортни съоръжения, с изключение на картинга и пейнтбола.
В съседство има летище, от което излитат малки самолети за панорамни обиколки до близките забележителности – връх Мусала, връх Мальовица, Седемте рилски езера, връх Черни Връх, яз. Искър.